# Warnasari (Pangalengan)
Warnasari is een bestuurslaag in het regentschap Bandung van de provincie West-Java, Indonesië. Warnasari telt 7887 inwoners (volkstelling 2010).